# Rod Strachan
Rodney "Rod" Strachan, född 16 oktober 1955 i Santa Monica i Kalifornien, är en amerikansk före detta simmare.
Strachan blev olympisk guldmedaljör på 400 meter medley vid sommarspelen 1976 i Montréal.